# Castilleja coccinea
Castilleja coccinea là loài thực vật có hoa thuộc họ Cỏ chổi. Loài này được (L.) Spreng. mô tả khoa học đầu tiên năm 1825.

## Hình ảnh

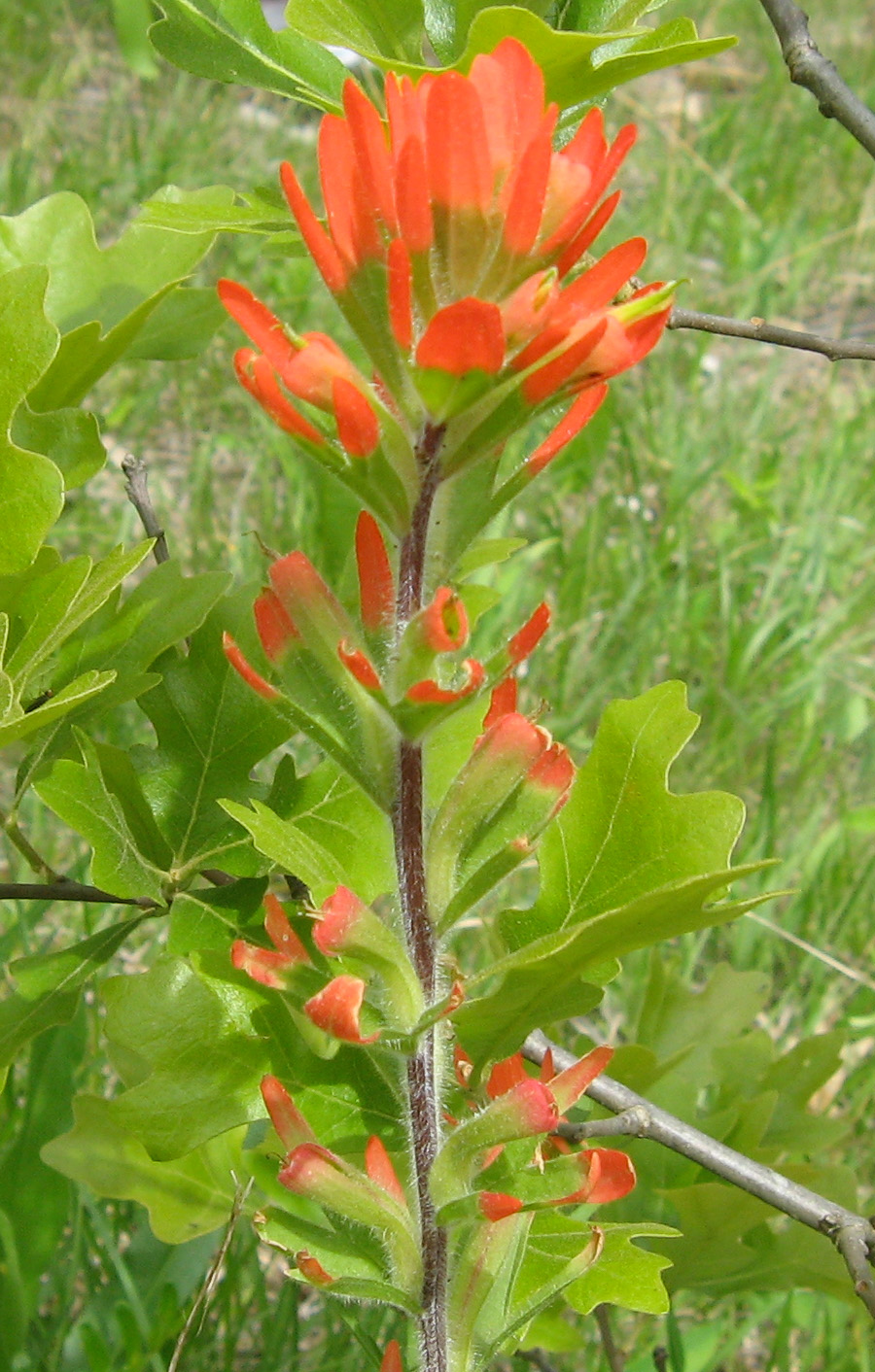
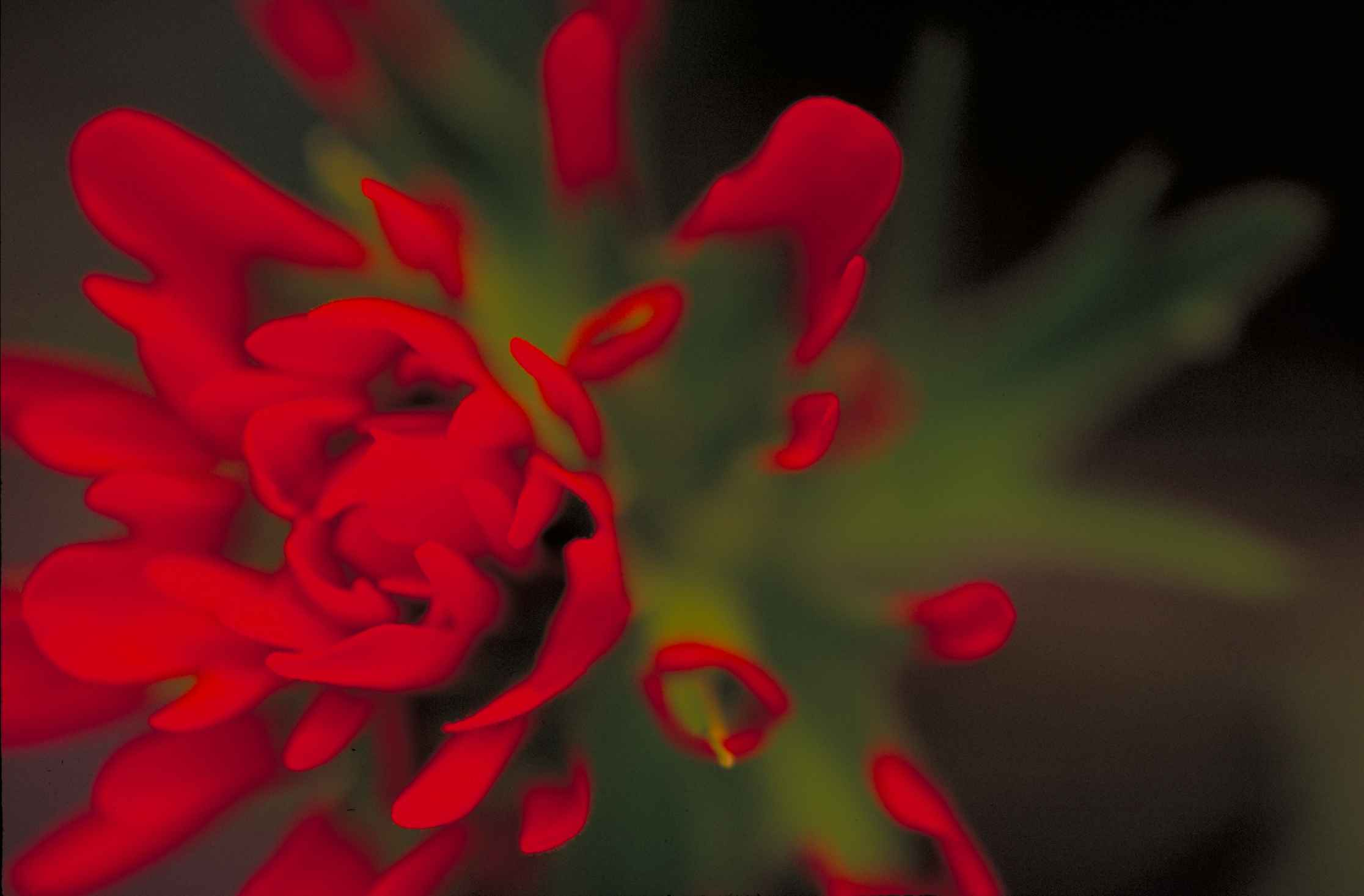
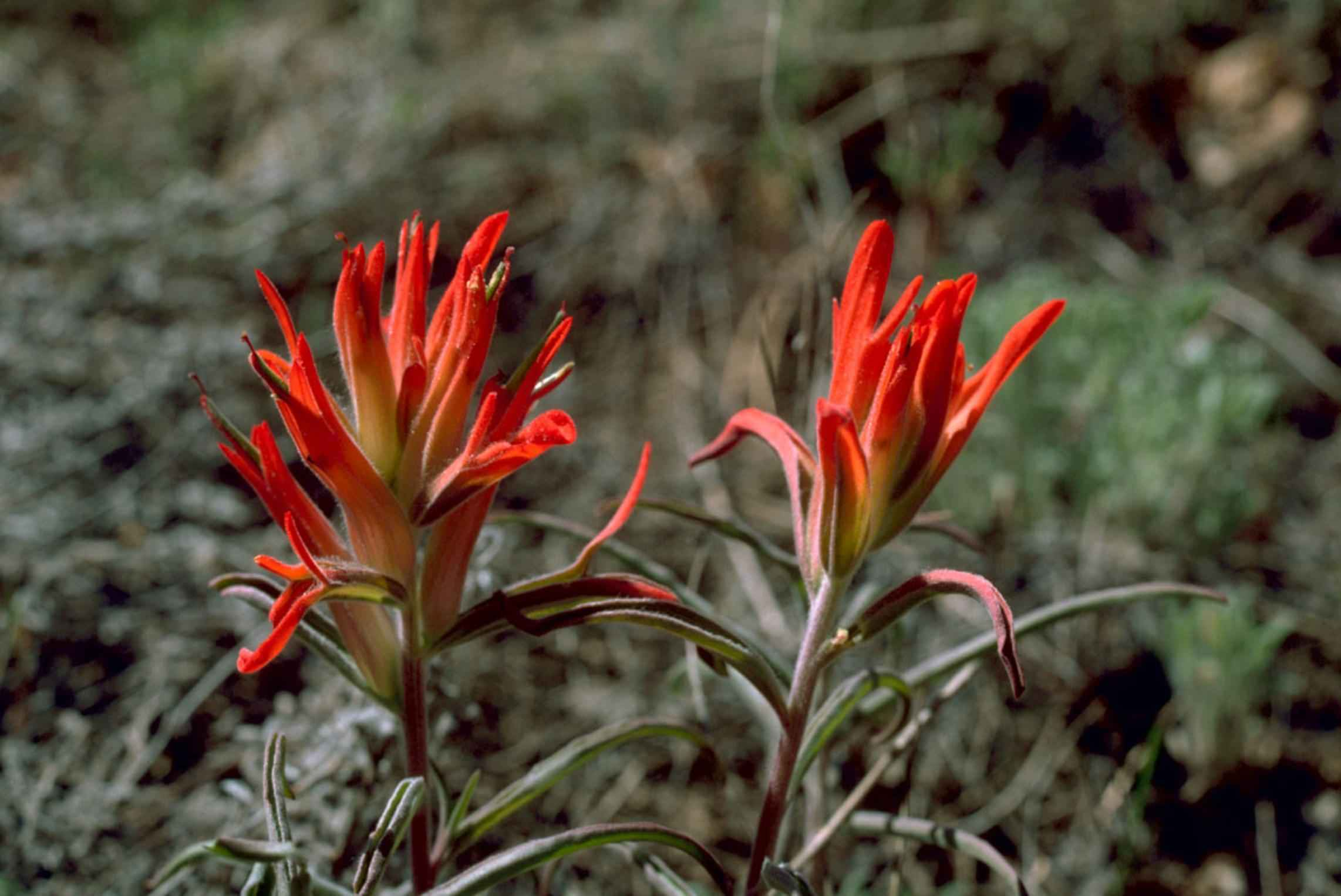
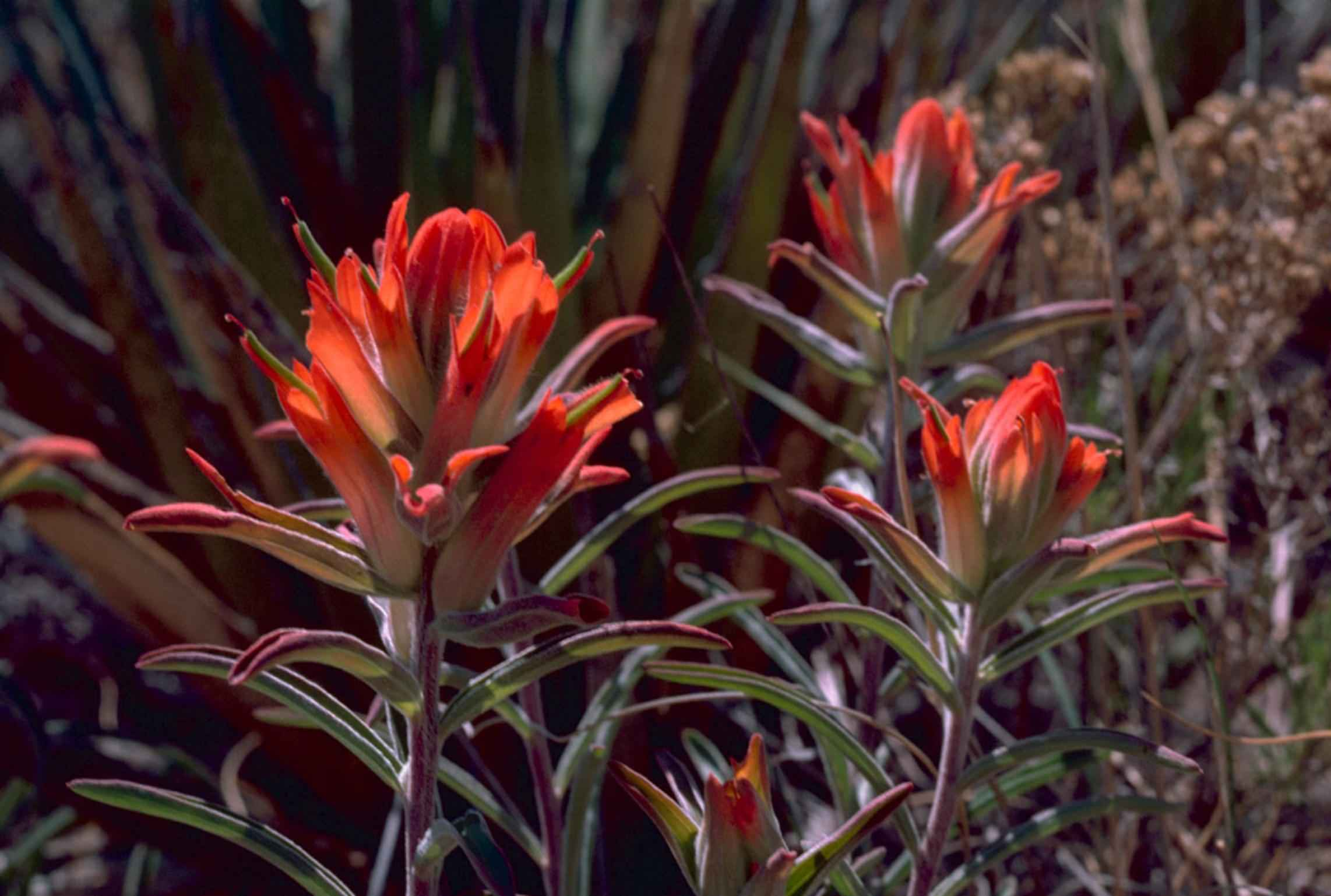